# Altamira, Puerto Plata
Altamira är en kommun i Dominikanska republiken.   Den ligger i provinsen Puerto Plata, i den norra delen av landet, 160 km nordväst om huvudstaden Santo Domingo. Antalet invånare 
i kommunen är cirka 19 000.